# Bernd Michael Rode
Bernd Michael Rode (Innsbruck, 14 luglio 1946 – Innsbruck, 28 agosto 2022) è stato un chimico austriaco, fondatore di ASEA-UNINET (Austrian-South-East-Asian University Network).
Anche dopo il ritiro nel 2011 fu molto attivo nell'insegnamento, nella ricerca e nella supervisione di tesi di dottorato.

## Biografia
Diplomatosi presso l'“Akademisches Gymnasium Innsbruck”, ha dato subito inizio ai suoi studi di chimica presso l'Università di Innsbruck. Nel 1973 vi ha conseguito il suo Dottorato (Ph.D) in chimica, con la menzione sub auspiciis praesidentis (l'onore più alto riservato ad uno studente in Austria).
Nel 1973  Rode inizia la sua carriera accademica come Assistant Professor presso l'Istituto di chimica inorganica ed analitica dell'Università di Innsbruck. Nel frattempo, trascorre alcuni soggiorni di ricerca in Germania (all'University of Stuttgart e all'University of Karlsruhe). Nel 1976 consegue il titolo di Professore Associato a Innsbruck.
Dopo un anno di ricerca all'Università di Tokyo, Rode dà inizio al suo lavoro di docente all'Istituto di Chimica inorganica ed analitica a Innsbruck. Dal 2006 al 2011 dirige il Dipartimento di Chimica Teorica e diventa il Direttore dello stesso Istituto.
Uno dei più significativi risultati raggiunti da Rode è stato quello d'aver fondato il Consorzio Universitario ASEA-UNINET nel 1994. Originatosi negli anni settanta, con contatti informali tra l'Università di Innsbruck ed alcune Università thailandesi, il Consorzio si sviluppò con accordi istituzionali bilaterali negli anni ottanta, che legarono le università di Innsbruck, di Vienna, e l'Università di Scienze Agricole di Vienna, alle Università di Chulalonkhorn, Mahidol, Kasetsart e Chiang Mai in Thailandia. Nella prospettiva di unificare questi rapporti bilaterali in un consorzio multilaterale, il Prof. Rode organizzò il primo “plenary meeting” di ASEA-UNINET a Ho Chi Min City, invitandovi Università austriache, indonesiane, thailandesi e vietnamite. Nel 1994 il Consorzio vedeva la partecipazione di 25 università provenienti da Austria, Thailandia, Indonesia e Vietnam. Nel giugno 2014, sono oltre 70 le Università partecipi al Consorzio, e provengono da 16 paesi europei e del Sud-Est asiatico.
Ad integrazione dell'impegno da lui profuso in attività di ricerca scientifica e di networking internazionale Rode ha coperto la carica di Vicepresidente della United Nations Commission on Science and Technology for Development (UNCSTD) dal 1998 al 2001 e successivamente, dal 2005 al 2008, come rappresentante degli Stati WEOG: EU, USA, Canada e Australia. Nel 2004 è stato il primo cittadino austriaco a coprire la carica di Presidente della UNCSTD (Commissione per Scienza e Tecnologia delle Nazioni Unite per lo Sviluppo).
Rode è sepolto nell'Ostfriedhof di Innsbruck

## Riconoscimenti
Per il suo impegno internazionale Rode ha ricevuto molti riconoscimenti da diverse istituzioni governative ed accademiche. In Thailandia, Chulalongkorn University (1995), King Mongkut's Institute of Technology e Ladkrabang, (1998) gli hanno conferito un Honorary Doctorate Degree in Sciences; in Indonesia, un simile riconoscimento è stato formalizzato da Gadjah Mada University, Yogyakarta nel 2000.
Nel 2007 il re della Thailandia, ha concesso a Rode il “Knight Grand Cross (First Class)”, ossia il “Most Noble Order of the Crown of Thailand”, per il suo impegno ed i risultati ottenuti nel promuovere con successo l'intensificarsi delle collaborazioni scientifiche tra Europa ed Asia.
Nel 2008 la Comenius University di Bratislava gli ha conferito l'Honorary Doctorate Degree per il suo lavoro pionieristico nel campo della chimica quantistica dei sistemi molecolari e sopramolecolari di solvatazione ionica e per la modellazione molecolare di biomolecole e farmaci.
Sintesi dei più importanti riconoscimenti:
- 1985 Goldenes Ehrenzeichen, Austria
- 1994 Austrian Decoration for Science and Art, Austria
- 1997 Honorary Member, Slovak Chemical Society
- 2003 Cross of Merits, State of Tyrol
- 2004 Cross of Merits, Austria
- 2007 Cross of Honours in Science and Arts first class, Austria
- 2008 Jan-Weber-Medal of the Slovak Pharmaceutical Society
- 2010 Sitara-e-Qaid-i-Azam (Civil decoration of Pakistan)
- 2011 Knight Grand Cross (First Class of the The Most Exalted Order of the White Elephant with Slash)

Secondo il “Theoretical Chemistry Genealogy Project”, Bernd Michael Rode è il migliore supervisore di tesi di dottorato del mondo germanico nel campo della Chimica Teorica. Dal 1976 al 2011 Prof. Rode ha portato ben 62 dottorandi al raggiungimento del loro titolo di Dottore (Ph.D. Degree). Molti di loro vengono da paesi asiatici, com'è prevedibile visti i suoi stretti contatti con i paesi di quella zona del mondo.

## Attività di ricerca
I risultati scientifici di Bernd Michael Rode sono espressi in 7 monografie, oltre 440 pubblicazioni in riviste scientifiche internazionali e 30 contributi a volume. Secondo ISI Thomson's Web of Science Citation Report questi contributi hanno ricevuto oltre 8300 citazioni (fino a maggio 2014) con un Hirsch-index di 41.
La ricerca del Prof. Rode riguarda la Chimica teorica, computazionale e bioinorganica. In sintesi, le sue pubblicazioni riguardano: 
- Calcoli di chimica quantistica di sistemi molecolari e sopramolecolari
- Simulazioni Ab initio Monte Carlo e di dinamica molecolare di liquidi/soluzioni
- Struttura di soluzioni elettrolitiche
- Dinamiche ultraveloci di soluti
- Modellizzazioni molecolari di biomolecole e farmaci
- QSAR / QSPR
- Evoluzione chimica di peptidi/proteine e origine della vita

## Pubblicazioni
- Hofer, Thomas; Pribil, Andreas; Randolf, Bernhard; Rode, Bernd M. (2005); "Structure and dynamics of solvated Sn(II) in aqueous solution - an ab initio QM/MM MD approach", J. Am. Chem. Soc. 2005, 127(41), p. 14231-14238. DOI:10.1021/ja052700f.
- Tongraar, A.; Liedl, K. R.; Rode, Bernd M. (1997);"Solvation of Ca2+ In Water Studied By Born-Oppenheimer Ab-Initio QM/MM Dynamics"; J. Phys. Chem. A 1997, 101(35), p. 6299-6309,DOI: 10.1021/jp970963t.
- Rode, Bernd M.; Schwenk, Christian F., Tongraar, Anan (2004); "Structure and Dynamics of Hydrated Ions - New Insights through Quantum Cechanical Simulation"; J. Mol. Liq. 2004, 110(1-3), p. 105-122. DOI: 10.1016/j.molliq.2003.09.016.
- Rode, Bernd M.; Schwenk, Christian; Hofer, Thomas; Randolf, Bernhard (2005); "Coordination and ligand exchange dynamics of solvated metal ions"; Coord. Chem. Rev. 2005, 249(24), p. 2993-3006. DOI: doi:10.1016/j.ccr.2005.03.032.
- Rode, Bernd M.; Hofer, Thomas (2006); "How to Access Structure and Dynamics of Solutions: The Capabilities of Computational Methods", Pure Appl. Chem. 2006, 78(3), p. 525-539. DOI: 10.1351/pac200678030525.
- Rode, Bernd M.; Hofer, Thomas; Randolf, Bernhard; Schwenk, Christian; Xenides, Demetrios; Vchirawongkwin, Viwat(2006); "Ab initio Quantum Mechanical Charge Field (QMCF) Molecular Dynamics - A QM/MM - MD Procedure for Accurate Simulations of Ions and Complexes"; Theor. Chem. Acc. 2006, 115(2-3), p. 77-85. DOI: 10.1007/s00214-005-0049-1.
- Hofer, Thomas S.; Randolf, Bernhard R.; Rode, Bernd M. (2008); "Molecular Dynamics Simulation Methods including Quantum Effects"; In: Solvation Effects on Molecules and Biomolecules, Canuto, Sylvio (Eds.), ISBN 978-1-4020-8269-6, Springer, Heidelberg 2008, p. 247-278.
- Rode, Bernd M.; Hofer, Thomas S.; Pribil, Andreas B.; Randolf, Bernhard R. (2010); "Simulations of Liquids and Solutions Based on Quantum Mechanical Forces"; In: Theoretical and Computational Inorganic Chemistry, van Eldik, Rudi; Harvey, Jeremy (Eds.), ISBN 978-0-12-380874-5, Elsevier, Amsterdam 2010, p. 143-175.
- Hofer, Thomas S.; Pribil, Andreas B.; Randolf, Bernhard R.; Rode, Bernd M.; "Ab Initio Quantum Mechanical Charge Field Molecular Dynamics - A Nonparametrized First-Principle Approach to Liquids and Solutions"; In: Advances in Quantum Chemistry, Sabin, John R.; Brändas, Erkki (Eds.), ISBN 978-0-12-380898-1, Elsevier, Amsterdam 2010, 213-246.
- Lutz, Oliver M. D.; Messner, Christoph B.; Hofer, Thomas S.; Glätzle, Matthias; Huck, Christian W.; Bonn, Günther K.; Rode, Bernd M.; "Combined Ab Initio Computational and Infrared Spectroscopic Study of the cis- and trans-Bis(glycinato)copper(II) Complexes in Aqueous Environment"; J. Phys. Chem. Lett. 2013, 4, p. 1502-1506. DOI: 10.1021/jz400288c.
- Jakschitz, Thomas; Fitz, Daniel; Rode, Bernd Michael (2012); "The origin of first peptides on earth: from amino acids to homochiral biomolecules"; In: Genesis - In The Beginning, Joseph Seckbach (Edp.), ISBN 978-94-007-2940-7, Springer, Dordrecht 2012, p. 469-489.
- Schwendinger, M. G.; Rode, Bend M.(1998); "Possible Role of Copper and Sodium Chloride in Prebiotic Evolution of Peptides"; Anal. Sci. 1989, 5(4), p. 411-414. DOI: 10.2116/analsci.5.411.
- Schwendinger, M. G.; Rode, Bend M. (1990); "Copper-Catalyzed Amino Acid Condensation in Water - A Simple Possible Way of Prebiotic Peptide Formation"; Origins Life Evol. Biosphere 1990, 20(5), p. 401-410. DOI: 10.1007/BF01808134.
- Rode, Bernd M.; Plankensteiner, Kristof (2013); "Prebiotic Peptides",; In: Handbook of Biologically Active Peptides, Second Edition, Abba J. Kastin (Eds.), ISBN 978-0-12-385095-9, Elsevier, Amsterdam 2013, p. 1899-1903.
- Jakschitz, Thomas A.; Rode, Bernd M. (2012); "Chemical Evolution from simple inorganic compounds to chiral peptides"; Chem. Soc. Rev. 2012, 41(16), p. 5484-5489. DOI: 10.1039/C2CS35073D.
- Fitz, Daniel; Jakschitz, Thomas; Rode, Bernd M. (2011); "Salt-Induced Peptide Formation in Chemical Evolution: Building Blocks Before RNA - Potential of Peptide Splicing Reactions"; In: Origins of Life: The Primal Self-Organization, Egel, Richard; Lankenau, Dirk-Henner; Mulkidjanian, Armen Y. (Eds.), ISBN 978-3-642-21624-4, Springer, Heidelberg, Berlin 2011, p. 109-127.
- Fitz, Daniel; Reiner, Hannes; Rode, Bernd M. (2007); "Chemical evolution toward the origin of life"; Pure Appl. Chem. 2007, 79(12), p. 2101-2117. DOI: 10.1351/pac200779122101.
- Plankensteiner, Kristof; Reiner, Hannes; Schranz, Benjamin; Rode, Bernd M. (2004); "Prebiotic formation of amino acids in a neutral atmosphere by electric discharge"; Angew. Chem., Int. Ed. 2004, 43, p. 1886-1888. DOI: 10.1002/anie.200353135.